# 兪海濬
兪 海濬（ユ・ヘジュン、유해준、1917年12月 - 1986年）は日本統治時代の朝鮮の独立運動家、大韓民国の軍人。本貫は杞渓兪氏。

## 略歴
1917年12月、忠清南道唐津に兪鎭瓚の次男として生まれる。合徳普通公立学校卒業。禮山公立農業学校 を3年で修了した後、1935年、中国に亡命した。奉天と上海を経て南京に着き、1936年、朝鮮民族革命党に入党。1937年、民族革命党を離党して杭州に移動し、韓国独立党に入党。同年、広東中山大学に入学したが、日中戦争勃発時に韓国独立党に復帰して杭州に残留していた人員を搬送した。
1938年1月、中央陸軍軍官学校第15期入学。第1総隊砲兵大隊第2隊配属。1940年7月、中央陸軍軍官学校第15期卒業。光復軍が創設されると総司令部参謀、西安総司令部暫定部署幹部、第2支隊幹部を歴任。1942年、高雲起と池達洙と共に綏遠省で召募工作活動を行った。1943年、綏遠省包頭に潜入し、内蒙軍に仮入隊した。召募した韓国人の密告によって日本の憲兵に逮捕されて日本に移送後、小倉裁判所で懲役2年、執行猶予3年を宣告されるも、終戦の3か月前に釈放される。終戦後は光復軍駐北平暫編支隊（支隊長：崔用徳）参謀（政訓部長）および北平地区特派団員として活動した。
1946年1月28日付で軍事英語学校を卒業して中尉に任官(軍番10036番)。第1連隊の創設に参加、同連隊勤務中隊（中隊長：張錫倫大尉）小隊長。1949年6月20日、第25連隊長（中領）。1949年12月24日、隷下の第2大隊第7中隊第2小隊及び第3小隊が住民を虐殺する聞慶虐殺事件が起き、1950年1月に直接責任を負って連隊長を解任され、陸軍歩兵学校に転属となった。
朝鮮戦争勃発時、陸軍歩兵学校学生隊長。臨時編成した教導連隊の連隊長となり臨津江で防御していた第1師団（師団長：白善燁大領）の増援に向かった。白師団長は教導連隊を解体して主力は師団予備とし、歩兵学校大隊を第11連隊（連隊長：崔慶禄大領）に、陸士大隊の2個中隊を第13連隊（連隊長：金益烈大領）に配属し、連隊本部の幹部は師団司令部要員となった。6月27日午後、兪は、切羽詰まった戦況からせめて部隊を指揮して一戦を交えたいと念願し、白師団長はこれを受け入れて、各連隊に分属されていた教導隊の配属を解いた。兪は約300人を集めて、白師団長はこれを師団予備とした。6月28日、師団の反撃作戦に参加、抵抗を受けることなく前進して主抵抗線を回復した。さらに南下する人民軍を発見して、これに猛射を浴びせて45ミリ対戦車砲を鹵獲した。ソウルが陥落したことにより第1師団は後退するが、前線にいた兪の部隊に後退命令が届かず、師団司令部が下がった後に撤退を知り、敵中を切り抜けて南下した。
歩兵学校混成連隊長として漢江の戦いに参加。1950年7月7日、新編第9連隊長。釜山橋頭堡の戦いでは第25連隊長として杞渓・安康の戦いに投入されるが損害を受けたので更迭される。
1952年、南部地区警備司令部副司令官を経て1953年、同司令官。
朝鮮戦争休戦後は第25師団長、陸軍歩兵学校校長、政訓監（1959年6月）、陸軍大学総長（1962年3月）、第1軍副司令官などを歴任。
1967年8月21日、少将で予備役編入。
1967年8月23日、水資源開発公社理事
1977年、建国勲章独立章授与。